# Lycosa affinis
Lycosa affinis är en spindelart som beskrevs av Lucas 1846. Lycosa affinis ingår i släktet Lycosa och familjen vargspindlar.
Artens utbredningsområde är Algeriet. Inga underarter finns listade i Catalogue of Life.